# Bahnstrecke Blaufelden–Langenburg
| |                      |                          |                          |
| Streckennummer (DB): | 4954                 |                          |                          |
| Kursbuchstrecke (DB): | bis 1963: 324g       |                          |                          |
| Kursbuchstrecke: | 324h (1946)          |                          |                          |
| Streckenlänge: | 12,0 km              |                          |                          |
| Spurweite: | 1435 mm (Normalspur) |                          |                          |
| Maximale Neigung: | 20 ‰                 |                          |                          |
| Minimaler Radius: | 180 m                |                          |                          |
| Streckengeschwindigkeit: | 40 km/h              |                          |                          |
| |                      |                          |                          |
| \| \| \| von Königshofen \| \| \| \| 0,00 \| Blaufelden \| Blaufelden \| \| \| \| nach Crailsheim \| \| \| \| 2,00 \| Wittenweiler (bis 1924) \| Wittenweiler (bis 1924) \| \| \| 3,00 \| Raboldshausen (bis 1960) \| Raboldshausen (bis 1960) \| \| \| 4,70 \| Oberweiler (bis 1958) \| Oberweiler (bis 1958) \| \| \| 7,06 \| Gerabronn \| Gerabronn \| \| \| 9,20 \| Ludwigsruhe \| Ludwigsruhe \| \| \| 12,00 \| Langenburg \| Langenburg \| \| \| \| \| \| \| Quellen: [2] \| \| \| \| |                      |                          |                          |
| Strecke |                      | von Königshofen          | von Königshofen          |
| Bahnhof | 0,00                 | Blaufelden               | Blaufelden               |
| Abzweig ehemals geradeaus und nach links |                      | nach Crailsheim          | nach Crailsheim          |
| Haltepunkt / Haltestelle (Strecke außer Betrieb) | 2,00                 | Wittenweiler (bis 1924)  | Wittenweiler (bis 1924)  |
| Haltepunkt / Haltestelle (Strecke außer Betrieb) | 3,00                 | Raboldshausen (bis 1960) | Raboldshausen (bis 1960) |
| Haltepunkt / Haltestelle (Strecke außer Betrieb) | 4,70                 | Oberweiler (bis 1958)    | Oberweiler (bis 1958)    |
| Bahnhof (Strecke außer Betrieb) | 7,06                 | Gerabronn                | Gerabronn                |
| Haltepunkt / Haltestelle (Strecke außer Betrieb) | 9,20                 | Ludwigsruhe              | Ludwigsruhe              |
| Kopfbahnhof Streckenende (Strecke außer Betrieb) | 12,00                | Langenburg               | Langenburg               |
| |                      |                          |                          |
| Quellen: |                      |                          |                          |

Die Bahnstrecke Blaufelden–Langenburg ist eine 12,0 Kilometer lange Nebenbahn von Blaufelden nach Langenburg am östlichen Rand der Hohenloher Ebene in Baden-Württemberg. Als Stichbahn zweigt sie am Bahnhof Blaufelden von der Bahnstrecke Crailsheim–Königshofen ab. Sie wurde am 22. Januar 1900 eröffnet und zum 31. Oktober 1996 stillgelegt, nachdem der Personenverkehr bereits am 26. Mai 1963 eingestellt worden war.

## Geschichte

### Erste Ideen und Streckenvorschläge
Die Städte Gerabronn – Sitz eines Oberamts – und Langenburg – Residenzstadt des Fürstenhauses Hohenlohe-Langenburg – bemühten sich erstmals in den 1850er Jahren um einen Eisenbahnanschluss, als eine Verbindung zwischen Heilbronn und Nürnberg geplant wurde, die aber durch die Bahnstrecken Crailsheim–Heilbronn und Nürnberg–Crailsheim zugunsten einer Anbindung der kleineren Oberamtsstadt Crailsheim realisiert wurde und etwa 11 Kilometer südlich entfernt an den beiden Städten vorbeiführte.
Nachdem auch die Strecke Crailsheim–Königshofen wenige Kilometer östlich an Gerabronn und Langenburg vorbeigeführt wurde, strebten Politiker und Unternehmen dieser Städte nach dem Bau einer Stichstrecke vom an dieser Strecke gelegenen Bahnhof Blaufelden über Gerabronn nach Langenburg.

### Streckenplanung
In der Ära des Baus der Sekundärbahnen durch das Königreich Württemberg ab den 1890er Jahren ergab sich die Chance, einen Anschluss an das Eisenbahnnetz zu erhalten. Die Bemühungen mündeten in eine durch Lokalpolitiker beauftragte Denkschrift, in der der Stuttgarter Bauingenieur und Dozent an der dortigen Baugewerkschule Moritz Sapper 1892 den Bau einer normalspurigen, 12 km langen Eisenbahnstrecke vorschlug, die von Blaufelden über Gerabronn nach Langenburg führen sollte und die zusätzlich über Zwischenstationen in den Orten Wittenweiler, Raboldshausen, Oberweiler mit Unterweiler und Ludwigsruhe verfügen sollte. Die Denkschrift untermauerte mit Wirtschaftlichkeitsrechnungen und Absichtserklärungen lokaler Wirtschaftsbetriebe über den Transport von Gütern auf der Bahn die Sinnhaftigkeit des Vorhabens; auf dieser Grundlage gelang es im Frühjahr 1898 dem lokalen Vertreter in der Württembergischen Kammer der Abgeordneten, den Bau der Strecke als Staatsbahn genau wie in der Denkschrift vorgeschlagen per Gesetz beschließen zu lassen.

### Errichtung und Inbetriebnahme

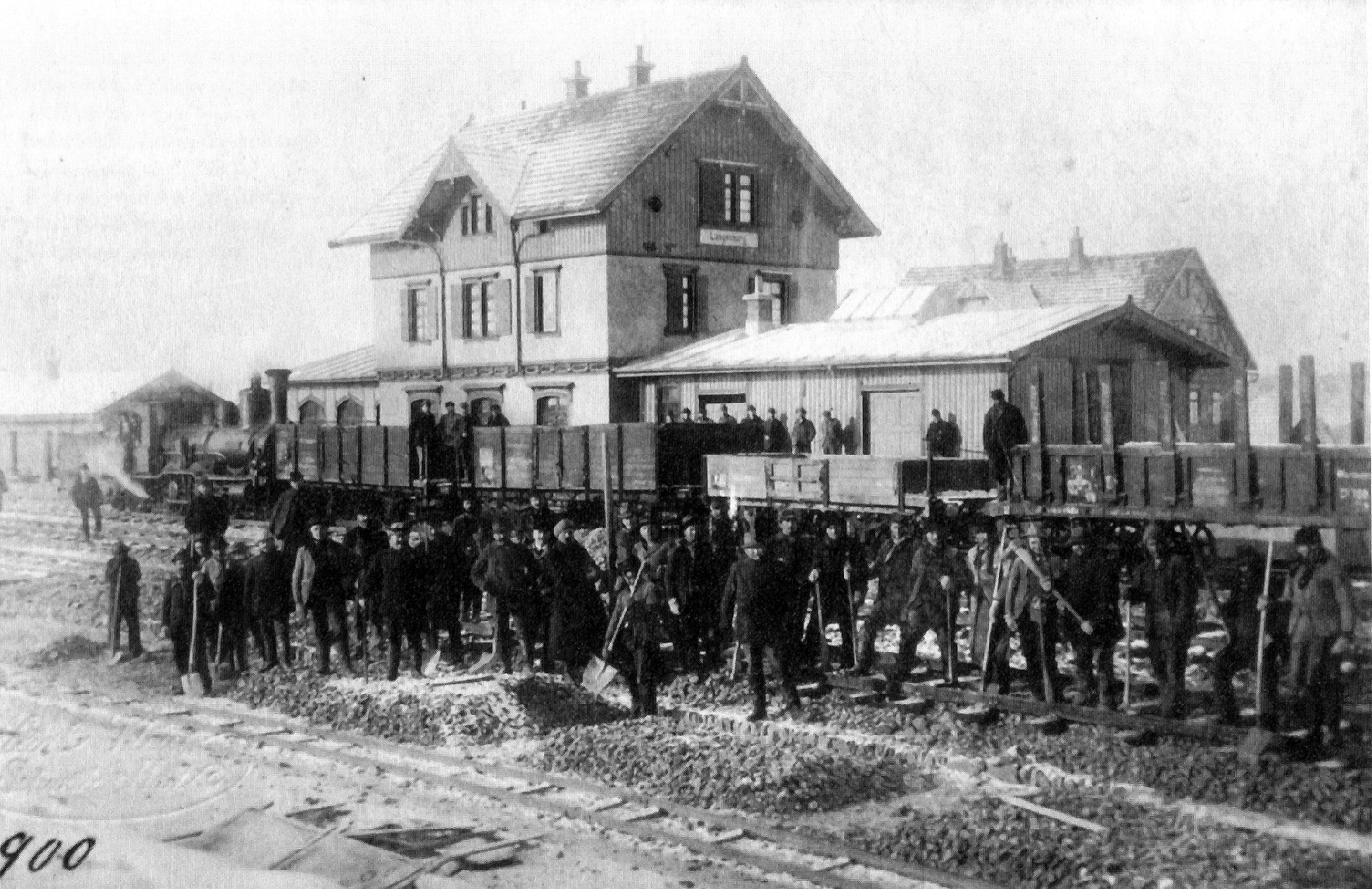
Langenburger Bahnhof während der Fertigstellung der Anlagen im Jahr 1900

Mit der Freigabe der Finanzmittel am 30. Juni 1898 konnte sogleich mit dem Erwerb der benötigten Grundstücke begonnen werden, der erste Spatenstich fand im Mai 1899 statt. Die Tiefbauarbeiten wurden überwiegend durch schlesische und polnische Arbeiter im Auftrag des Berliner Unternehmens Ph. Balke durchgeführt, die benötigten Gebäude durch lokale Handwerksbetriebe. Am 18. Januar 1900 wurde unter dem Beifall der Bevölkerung die Abnahmefahrt erfolgreich abgeschlossen. Vier Tage später, am Montag, dem 22. Januar 1900 wurde die Strecke in Betrieb genommen.

### Erste Betriebsjahre und Zwischenkriegszeit
Der Verkehr auf der Strecke entwickelte sich in den ersten Jahren defizitär, erst ab 1910 verzeichneten die Königlich Württembergischen Staats-Eisenbahnen eine positive Bilanz. In der Hoffnung auf einen erneuten Aufschwung im Anschluss an den Ersten Weltkrieg reichte der Gerabronner Oberamtmann im September 1919 eine Petition zur Verlängerung der Strecke über Blaufelden hinaus Richtung Rothenburg ob der Tauber beim Staatsministerium des Volksstaats Württemberg ein: Über Wiesenbach, Brettheim, Hausen am Bach, Gammesfeld, Leuzendorf und Bettenfeld sollte Gebsattel an der Bahnstrecke Steinach bei Rothenburg–Dombühl erreicht werden. Auch die Stadt Rothenburg war an einer Umsetzung des Projekts interessiert und stellte im März 1920 zur Unterstützung einen Etat von 1 Mio. Mark bereit. Die Pläne wurden aus finanziellen Gründen nicht verwirklicht.

### Zweiter Weltkrieg und Nachkriegszeit
Im Zweiten Weltkrieg kamen die Anlagen der Strecke, der als Nebenbahn keine strategische Bedeutung zukam, nicht zu Schaden.
Vor dem Besuch von Elisabeth II. 1965 wurde der Oberbau mit einer Gleisstopfmaschine instand gesetzt, um den Fahrkomfort zu gewährleisten. Ansonsten unterließ die Deutsche Bundesbahn größere Instandhaltungsamßnahmen der Strecke.

### Stilllegung

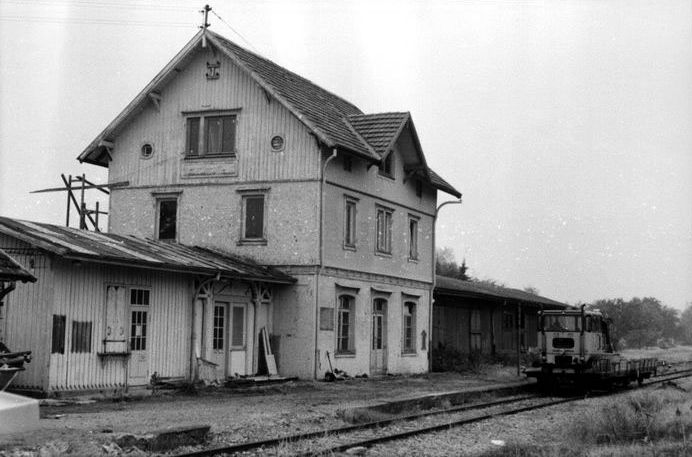
Bauzug im Bahnhof von Gerabronn (1987)

Im November 1982 versuchte die Deutsche Bundesbahn aufgrund des geringen Güterverkehrsaufkommens und anstehender  Sanierungsmaßnahmen in Höhe von 1 Million Deutsche Mark, die Strecke aufzugeben. Nach Einwänden von örtlichen Politikern und Unternehmen sagte die Deutsche Bundesbahn nach Gewährung eines Zuschusses für den Streckenunterhalt durch das Land Baden-Württemberg, den Landkreis Schwäbisch Hall und Gemeinden eine Aufrechterhaltung des Betriebs zu. Trotz dieser Vereinbarung kam es aufgrund von Oberbaumängeln bereits am 18. Oktober 1991 zu einer Sperrung des Abschnitts Gerabronn–Langenburg. Die Kosten für eine Wiederaufnahme hätten 414.000 DM betragen, die DB wollte diese auf die Kommunen übertragen. Ende 1995 stellte die Deutsche Bahn auch auf der restlichen Strecke zusammen mit dem Abschnitt Crailsheim–Schrozberg der angrenzenden Bahnstrecke Crailsheim–Königshofen den Güterverkehr ein. Nach der Genehmigung durch das Eisenbahn-Bundesamt vom 7. Oktober 1996 wurde die Stilllegung der Strecke zum 1. November 1996 vollzogen. Zuvor bot die Deutsche Bahn die Strecke im Sommer des gleichen Jahres noch den Anliegergemeinden und dem Landkreis Schwäbisch Hall zur Übernahme an, der Kaufpreis sollte 600.000 D-Mark betragen. Aufgrund der um ein Vielfaches höher geschätzten Investitionen für eine dringend nötige Sanierung der Strecke schlugen diese das Angebot jedoch aus.
2003 erfolgte für den Abschnitt zwischen km 10,4 und dem Streckenende die Freistellung von Bahnbetriebszwecken. Die letzten 600 Meter der Strecke im Bereich des Bahnhofes Langenburg wurden zurückgebaut, der Rest der Strecke ist noch vorhanden. An Stelle des Bahnhof Langenburg wurde der Bauhof der Stadt Langenburg auf den letzten 0,4 Streckenkilometern errichtet.

### Reaktivierungspläne
Die Strecke wurde ab Oktober 2009 durch ehrenamtliche Helfern teilweise von Vegetation befreit. Zahlreiche Bahnübergänge wurden von den Anliegergemeinden Gerabronn und Blaufelden instand gesetzt.
Im September 2011 wurde der Förderverein Nebenbahn Blaufelden-Langenburg mit dem Ziel, das verkehrshistorische Vermächtnis der Strecke als die letzte Nebenbahn in der Region Hohenlohe zu erhalten und deren Infrastruktur vor dem weiteren Rückbau zu schützen, gegründet. Durch ehrenamtliche Arbeit des Vereins wurde die Strecke abschnittsweise und instand gesetzt, sodass der Abschnitt Blaufelden–Gerabronn im September 2013 wieder von Schienenfahrzeugen befahren werden konnte. Der Verein strebt eine Reaktivierung der Strecke im saisonalen Personenverkehr an.
2018 war das Gleis zwischen Blaufelden km 7,5 in einem befahrbaren Zustand, von km 7,5 bis km 9,7 freigelegt und zwischen km 9,7 und km 11,4 zugewachsen. Die Strecke blieb mit einer Weiche am Bahnhof Blaufelden angeschlossen.

### Unfälle
Zum einzigen bemerkenswerten Zugunglück auf der Strecke kam es bereits vier Wochen nach Eröffnung der Strecke, als am 17. Februar 1900 die Lokomotive des Frühzugs von Langenburg in der engen Kurve bei der Einfahrt in den Blaufeldener Bahnhof umstürzte und die ersten beiden Wagen entgleisten. Als Ursache wurde eine überhöhte Geschwindigkeit ermittelt. Personenschäden waren nicht zu beklagen, wohl aber ein erheblicher Sachschaden.

## Streckenbeschreibung

### Verlauf
Von Blaufelden als Ausgangspunkt führte die Nebenbahn in einer engen Kurve weg von der Bahnstrecke Crailsheim–Königshofen und wandte sich nach Südwesten, um unter Berührung von Wittenweiler und Oberweiler den nördlichen Stadtrand von Gerabronn zu erreichen. Von hier aus orientierte sich der Schienenweg vorbei am Schloss Ludwigsruhe weiter nach Westen, womit das Plateau der oberhalb der Jagst in einer Flussschleife gelegenen Stadt Langenburg erreicht wurde. Der Endbahnhof befand sich ca. 1 km vor dem Stadtzentrum.

### Betriebsstellen
Die Stationen Wittenweiler, Raboldshausen, Oberweiler, Gerabronn, Ludwigsruhe und Langenburg wurden zusammen mit der Strecke errichtet und im Januar 1900 in Betrieb genommen.

#### Blaufelden
Der Bahnhof Blaufelden wurde bereits 1869 zusammen mit dem Streckenabschnitt Crailsheim–Mergentheim der Bahnstrecke Crailsheim–Königshofen in Betrieb genommen. Mit der Eröffnung der Strecke nach Langenburg wurde er zum Trennungsbahnhof.

#### Gerabronn
Der Bahnhof Gerabronn wurde im Jahr 1925 aufgrund der gestiegenen Güterverkehrsnachfrage erweitert.
Im Jahre 2009 übernahm die Stadt Gerabronn das Empfangsgebäude, das zuvor jahrelang in Privatbesitz dem Verfall preisgegeben war. Es wurde als Kulturbahnhof für Veranstaltungen nutzbar gemacht und wird vom Förderverein Nebenbahn Blaufelden-Langenburg betreut.

#### Langenburg
Im Endbahnhof Langenburg wurde zur Versorgung der Dampflokomotiven ein einständiger Lokschuppen errichtet. Dazu gab es einen Wasserkran, dessen Wasser aus der nahe gelegenen Quelle des Dambachs entnommen und mittels einer mit Lokomotivdampf betriebenen Pulsometerpumpe in einem Hochbehälter beim Lokschuppen gespeichert wurde.

## Fahrzeugeinsatz
Das Bahnbetriebswerk Crailsheim stellte über die gesamte Dauer des Verkehrs zwischen Blaufelden und Langenburg den größten Teil der Fahrzeuge und des Personals.
Als Lokomotiven wurden bis 1928 zwei Württembergische T 3 eingesetzt, von denen eine auf den Namen „Langenburg“ und die andere auf den Namen „Hohenlohe“ getauft wurde.
Ab 1928 wurde die T 3 durch die Baureihe 750 ersetzt, die von da an bis 1954 die Hauptlast des Verkehrs trug. Nach 1954 setzte die Deutsche Bundesbahn für kurze Zeit Dampflokomotiven der Baureihe 55 ein, nach 1958 kam überwiegend die Baureihe 94 zum Einsatz. Gelegentlich kamen auch Dampflokomotiven vom Bahnbetriebswerk Lauda auf die Strecke, so beispielsweise 1958 die DR-Baureihe 50 in einem Güterzug bis Gerabronn oder ab den 1960er Jahren der Baureihen 50 und 64. Letzte planmäßig eingesetzte Dampflok war im Mai 1967 eine Lok der Baureihe 64. Danach wurden die Züge bis zur Einstellung des Betriebs von Diesellokomotiven der Baureihe 260 befördert.

## Verkehr

### Personenverkehr
Die meisten Züge im Personenverkehr waren auf die Anschlüsse im Bahnhof Blaufelden ausgerichtet.
Die Aufnahme des Betriebs erfolgte 1899 im Personenverkehr zunächst mit fünf werktäglichen Zugpaaren, von denen eines direkt von bzw. nach Crailsheim verkehrte.
Im Sommerfahrplan 1914 setzten die Königlich Württembergischen Staats-Eisenbahnen täglich sechs Personenzugpaare zwischen Blaufelden und Langenburg mit einer einfachen Fahrzeit von meist 38 Minuten, dazu ein weiteres Zugpaar zwischen Blaufelden und Gerabronn ein.
Im Sommer 1939 verkehrten auf der Gesamtstrecke werktags vier und sonntags sechs Zugpaare. Die schnellsten Züge benötigten 27 Minuten. Nach Beginn des Zweiten Weltkriegs verringerte sich die Anzahl an Zugpaaren an Sonntagen auf vier und die Fahrzeit verlängerte wurde teilweise um wenige Minuten verlängert. Ende des Zweiten Weltkriegs fuhren zwei zusätzliche Zugpaare zwischen Gerabronn und Langenburg.
Bedingt durch die starke Zerstörung des Crailsheimer Bahnbetriebswerks wurde der Betrieb auf der Strecke jedoch erst im September 1945 wieder aufgenommen.
In der Nachkriegszeit wurde die Strecke für Hamsterfahrten benutzt und erlebte seine letzte Blüte im Personenverkehr.
Bis zur Einstellung des regulären Personenverkehrs gab es werktäglich jeweils vier bis fünf Personenzug-Paare.
Die Deutsche Bundesbahn verfolgte das Ziel der Verlagerung des Personenverkehrs auf die Straße und stellte den Personenverkehr zwischen Blaufelden und Langenburg im Sommer 1954 ein und richtete einen Schienenersatzverkehr ein. Bis zum 26. Mai 1963 war die Personenbeförderung noch mit pro Richtung einem werktäglichen Güterzug mit Personenbeförderung möglich, der in Gerabronn jeweils einen viertel- bis dreiviertelstündigen Aufenthalt für Rangierarbeiten hatte.
Am 24. Mai 1965 befuhr der Sonderzug für Königin Elisabeth II. die Strecke, als Elisabeth II. und Prinz Philipp Verwandte des Hauses Hohenlohe-Langenburg besuchten. Der Zug war mit einer festlich geschmückten Lok der Baureihe 50 bespannt.

### Güterverkehr
Ab der Betriebsaufnahme 1899 verkehrten zunächst zwei Güterzugpaare. In den darauffolgenden Jahren entwickelte sich die Verkehrsnachfrage im Güterverkehr sehr gut.
Weiterhin lebhaft war nach 1954 der Güterverkehr. Nach 1967 verblieben zwei Güterzugpaare. In den 1970er Jahren nahm der Güterverkehr so weit ab, dass ab Mitte der 1970er Jahre bis zur Einstellung des Betriebs nur noch ein Güterzugpaar pro Tag verkehrte.
1982 gab die Deutsche Bundesbahn das Güterverkehrsaufkommen mit 26 Tonnen täglich an.